# Elemental (album Loreeny McKennitt)
Elemental – pierwszy album studyjny kanadyjskiej wykonawczyni muzyki folkowej i celtyckiej Loreeny McKennitt wydany w 1985 roku. 
Album zawiera przede wszystkim tradycyjne utwory irlandzkie w aranżacji i adaptacji Loreeny McKennitt. Dźwiękowo różni się on od późniejszych albumów, które przyniosły McKennitt szerszą popularność: głosowi wokalistki towarzyszy przede wszystkim harfa oraz akompaniament syntezatora. 
Jak podaje sama twórczyni w komentarzu dołączonym do płyty, album nagrany został w ciągu jednego tygodnia w stodole w południowym Ontario pośród pola słoneczników.

## Lista utworów
1. "Blacksmith" – 3:20 (melodia tradycyjna)
2. "She Moved Through the Fair" – 4:05 (melodia tradycyjna / Padraic Collum)
3. "Stolen Child" – 5:05 (Loreena McKennitt / W.B. Yeats)
4. "The Lark in the Clear Air" – 2:06 (melodia tradycyjna)
5. "Carrickfergus" – 3:24 (melodia tradycyjna)
6. "Kellswater" – 5:19 (melodia tradycyjna)
7. "Banks of Claudy" – 5:37 (melodia tradycyjna)
8. "Come by the Hills" – 3:05 (melodia tradycyjna)
9. "Lullaby" – 4:26 (Loreena McKennitt / William Blake)

## Informacje na temat utworów
- Utwór "Stolen Child" oparty jest na wierszu Williama Butlera Yeatsa pt. "The Stolen Child".
- Utwór "Carrighfergus" śpiewa angielski aktor Cedric Smith
- W "Lullaby" wykorzystano wiersz Williama Blake’a. Kompozycja powstała na potrzeby wystawianego podczas Stratford Festival of Canada przedstawienia Elliota Hayesa pt. "Blake". Wiersz recytuje Douglas Campbell.